# Almeida Garrett
Almeida Garrett, celým jménem João Baptista da Silva Leitão Almeida (4. únor 1799, Porto – 9. prosinec 1854, Lisabon) byl portugalský spisovatel, politik a národní buditel. V literatuře byl představitelem romantismu, v politice liberalismu.

## Život
Z důvodu napoleonské invaze do Portugalska je převezen na Azorské ostrovy, kde absolvuje základní vzdělání. Roku 1820 vystudoval práva na univerzitě v Coimbře. V roce 1823 musel odejít z politických důvodů, kvůli boji za liberální hodnoty, do exilu. V Anglii se seznámil s romantismem a také s autory jako Walter či Shakespeare a napsal zde své první básně. Poté odchází do francouzského Havru, kde komponuje svoji báseň Comões. Do Portugalska se vrátil roku 1832. O pět let později se prvně stal poslancem parlamentu v Belgii. Byl vládou pověřen, aby vypracoval plán na založení a vybudování národního divadla. Zorganizoval stavbu divadelní budovy v Lisabonu (divadlo v ní sídlí dodnes) a také dramatickou konverzatoř. Národní divadlo královny Marie II. bylo roku 1846 slavnostně otevřeno. Sám pro něj začal psát dramata, která vcelku přímočaře oslavovala národní minulost a vychovávala k vlastenectví. Za své služby vlasti byl roku 1851 povýšen do šlechtického stavu. Roku 1852 krátce zastával funkci ministra zahraničních věcí.

## Dílo
Psal prózu, drama i básně. Byl představitelem romantismu, jeho báseň Camões z roku 1825 je dokonce považována za vůbec první text romantismu v dějinách portugalské literatury. Novela O Arco de Sant’Ana (Podloubí v Anenské ulici) z let 1845–50 pak za první romantickou prózu. V Portugalsku je však vnímán především jako dramatik, neboť vlastně založil moderní portugalské drama. Svým hrám dával silně osvětový charakter, ale díky dodržování zásad klasického dramatu řeckého jim bývá navzdory tomu připisován i silný umělecký účinek. K takovým dílům patří hra Um auto de Gil Vicente (1838, Jedna hra o Gilu Vicentovi), O alfageme de Santarém (Mečíř santarémský, 1842) či hra Frei de Luís de Sousa (Mnich Luís de Sousa) (1843), která se stala portugalskou národní klasikou. Autor ji napsal za pouhé dva měsíce, když byl kvůli následkům zranění upoután na lůžko. Zpočátku směly být hrány jen cenzurované verze, první necenzurované představení se uskutečnilo roku 1850 v Národním divadle královny Marie II. Některé pasáže z dramatu se staly součástí portugalské lidové slovesnosti.
Mezi jeho další díla patří:
Poezie: O retrado de Vénus (Portrét Venuše), D. Branca, Opadané listí, Květy bez ovoce, Adozinda, Lyrika od João de Minimo, Romanceiro a další